# 沃維克大道站
沃維克大道站（英語：Warwick Avenue tube station，/ˈwɔːrɪk/，WAR-rick）是一個倫敦地鐵車站，在倫敦內西北部鄰近小威尼斯。車站位於貝克盧線上，介於帕丁頓和麥達維爾之間，屬於倫敦第2收費區。

## 歷史
沃維克大道於1915年1月31日由貝克街及滑鐵盧鐵路啟用，作為貝克盧線由帕丁頓往女王公園延伸段其中一站。
1985年9月17日該站的售票廳和售票機被大火焚毀，導致車站在當天關閉。

## 位置和結構
車站位於沃維克大道、沃靈頓新月和克里夫頓花園交界。開放以前一度計劃將車站命名為「沃靈頓新月」站（Warrington Crescent）。
此站不設地面大廈，車站由兩條通往淺層售票廳的樓梯抵達。此站是倫敦地鐵車站當中第一批使用扶手電梯而不是升降機設計的車站。一個平凡、實用主義磚製通風口建於馬路中央的安全島上，以改善隧道的通風。

## 接駁交通
倫敦巴士6、46、187、414路服務此站。
倫敦水上巴士設有從小威尼斯到摄政运河，在夏天期間每小時來往倫敦動物園及卡姆登船閘。

## 大眾文化
威爾斯歌手黛菲主唱的歌曲《沃維克大道》參考了此站。

## 圖片

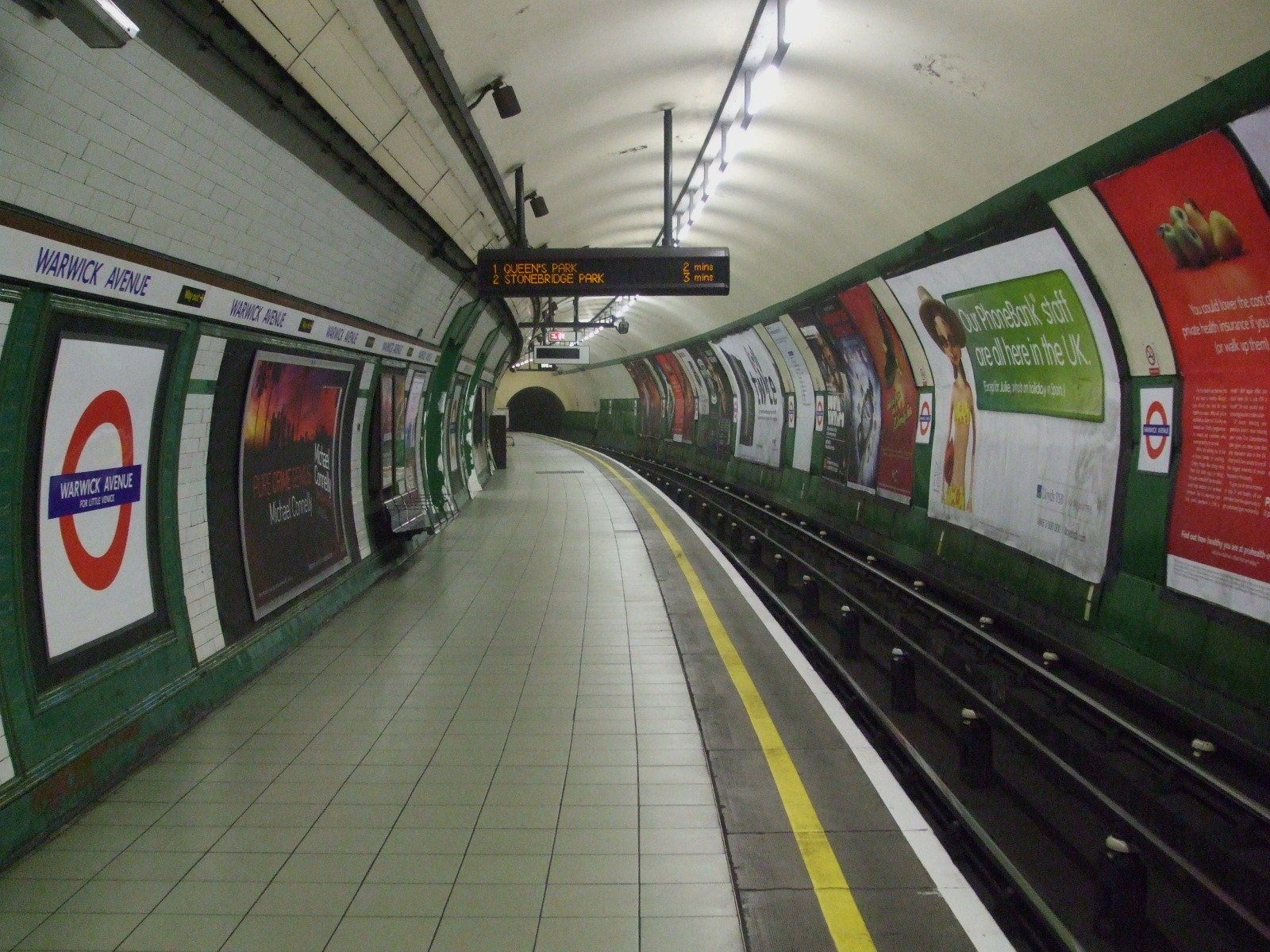
北行月台南望
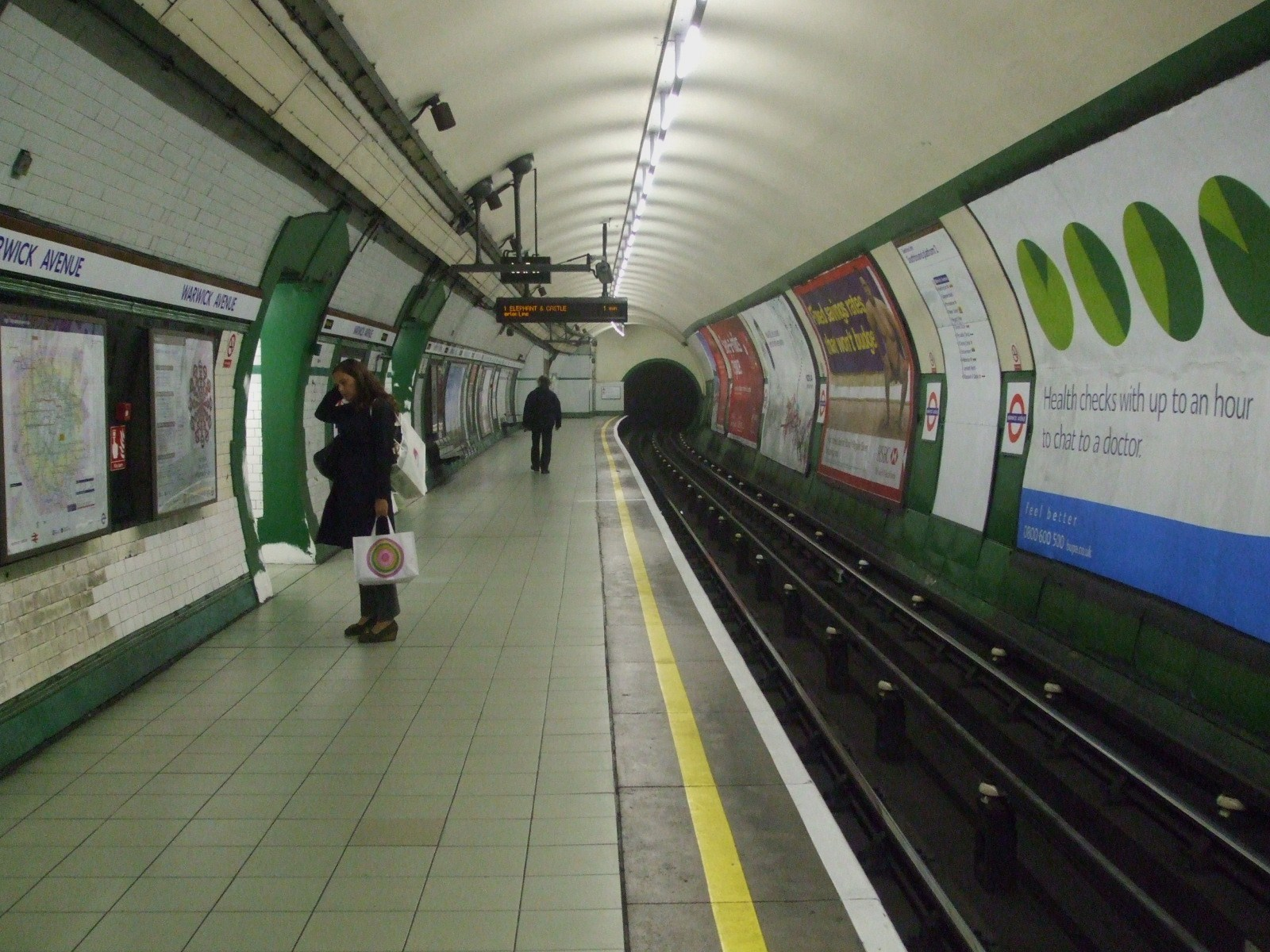
南行月台北望
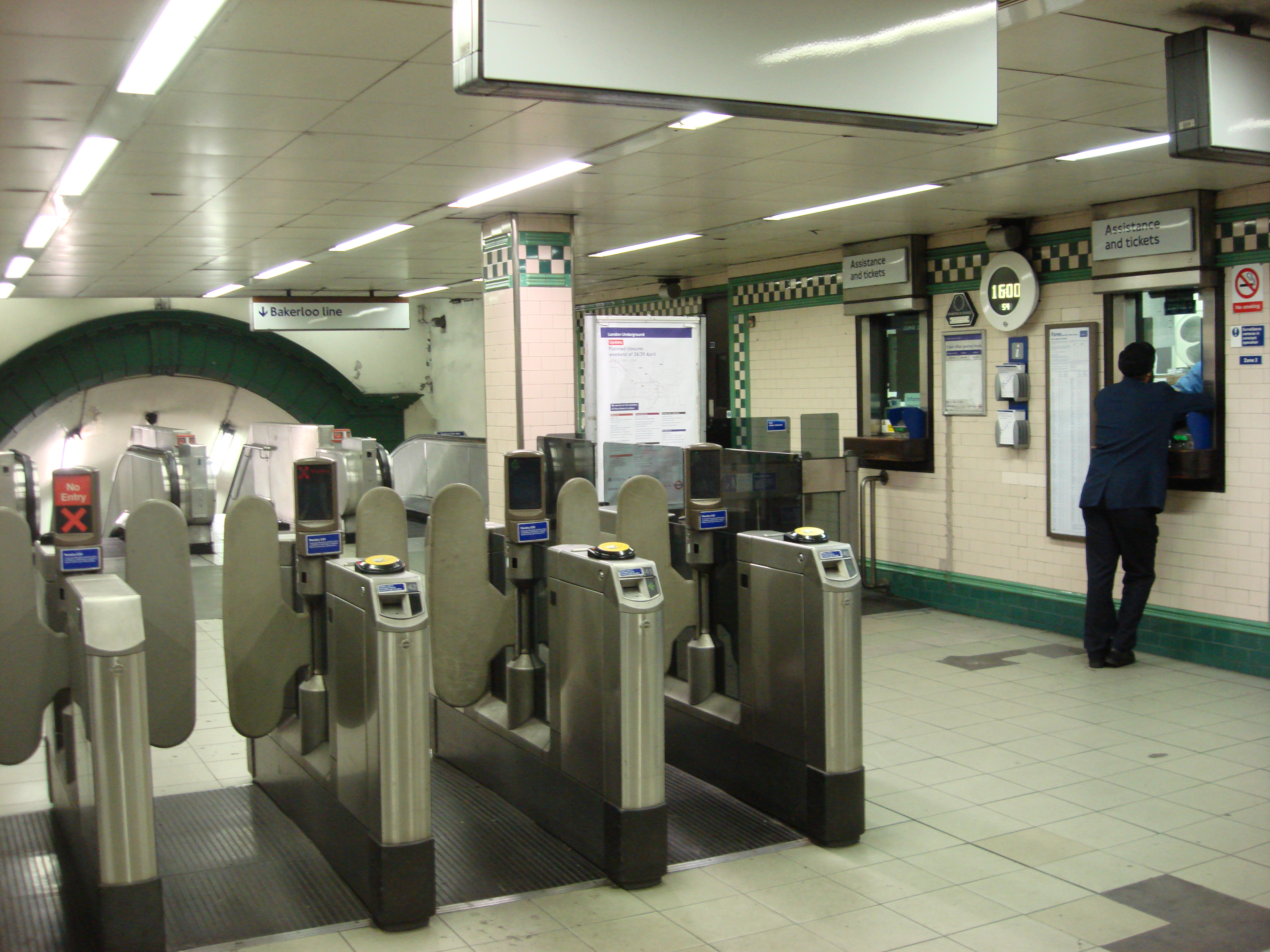
售票廳
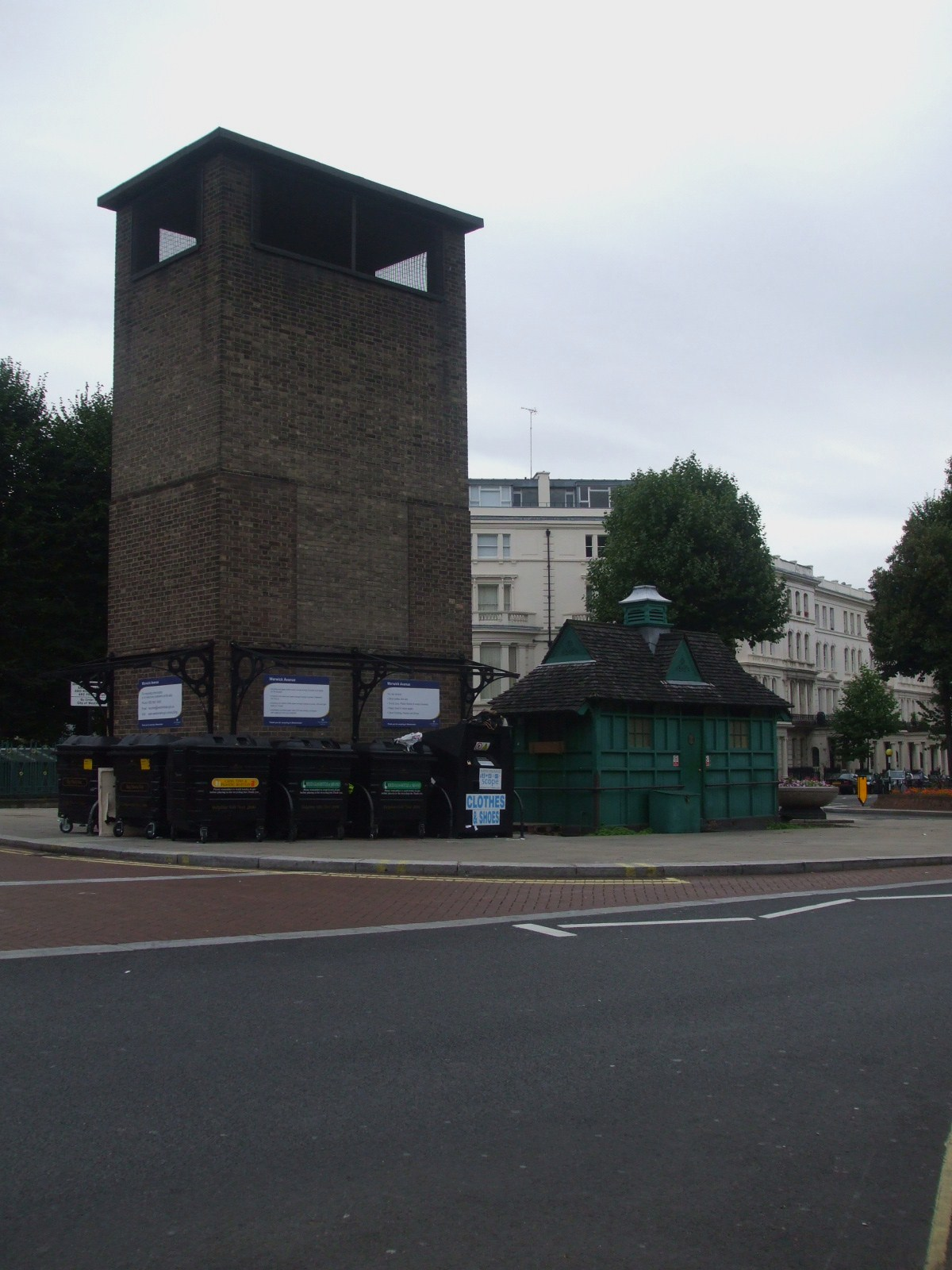
通風塔

## 外部連結
- London Transport Museum Photographic Archive （页面存档备份，存于）
  - Top of escalators, circa 1915
  - Warwick Avenue station, south-west subway entrance, 1933
  - Warwick Avenue station, north-east subway entrance, 1933
  - Ventilation shaft, 1975
  - Lower concourse between platforms, 2006